# Wyspy Marshalla

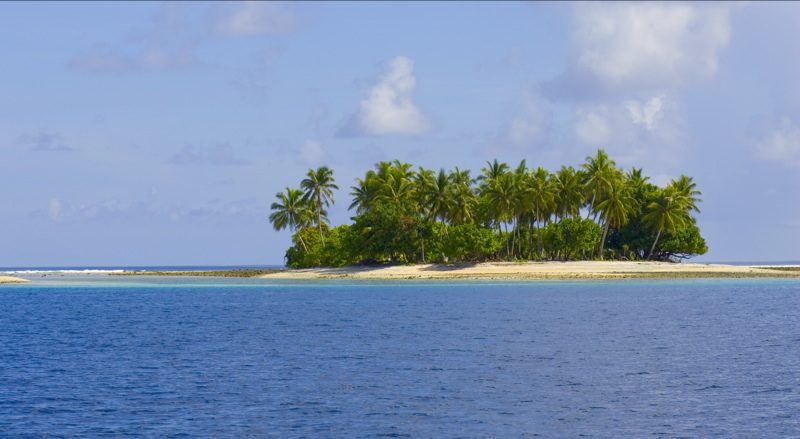
Krajobraz Wysp Marshalla

Wyspy Marshalla (Republika Wysp Marshalla, marsz. Aolepān Aorōkin M̧ajeļ, ang. Republic of the Marshall Islands) – państwo wyspiarskie na Oceanie Spokojnym, położone na północ od Nauru i Kiribati, na wschód od Mikronezji oraz na południe od amerykańskiej wyspy Wake.

## Ustrój polityczny
Prezydent Wysp Marshalla jest jednocześnie głową państwa i szefem rządu. Jest on wybierany spośród członków marszalskiego parlamentu Nitijeļā przez członków tegoż parlamentu. Po wyborze na stanowisko wyznacza swój gabinet.
Wybory do parlamentu, w którym zasiada 33 parlamentarzystów, odbywają się co cztery lata.

## Historia
Chociaż wyspy Mikronezji zasiedlone były już w 2 tysiącleciu p.n.e., to mało wiadomo o ich wczesnej historii. Pierwszym Europejczykiem, który przybył na Wyspy Marshalla, był hiszpański odkrywca Álvaro de Saavedra Cerón w roku 1529. Później wyspy uległy zapomnieniu na kilka kolejnych wieków. W 1788 roku wylądował tu angielski kapitan John Marshall, od którego nazwiska wzięły nazwę wyspy.
W 1885 roku otwarto niemiecką placówkę handlową na wyspach. Tym samym stały się one częścią protektoratu Nowej Gwinei Niemieckiej. Japonia zajęła je podczas I wojny światowej i administrowała nimi jako terytorium mandatowym Ligi Narodów.
Podczas II wojny światowej wyspy w ramach Operacji Flintlock (Walki o Wyspy Marshalla) zostały zajęte w 1944 roku przez Stany Zjednoczone i włączone do Powierniczych Wysp Pacyfiku. Stany Zjednoczone zaraz po wojnie rozpoczęły na atolach Bikini i Enewetak próby z bronią jądrową, które trwały aż do lat 60. XX wieku. Wielu mieszkańców Wysp Marshalla cierpi dzisiaj z powodu choroby popromiennej. Problem rekompensat za szkody wywołane przez Amerykanów jest nadal przedmiotem rozmów dwustronnych.
W 1979 roku Republika Wysp Marshalla podpisała z rządem amerykańskim układ o wolnym stowarzyszeniu, który wszedł w życie w 1986 roku. Od tej pory Wyspy Marshalla są niezależnym państwem stowarzyszonym z USA. Na podstawie Rezolucji Rady Bezpieczeństwa ONZ nr 704 z 9 sierpnia 1991 roku Wyspy Marshalla zostały członkiem ONZ, a w 2008 roku po raz pierwszy uczestniczyły w igrzyskach olimpijskich.

## Geografia
Republika Wysp Marshalla to 1225 wysepek rozrzuconych na zachodnim Pacyfiku (w Mikronezji), na terenie o powierzchni ponad miliona kilometrów kwadratowych. W skład państwa wchodzi 29 atoli i 5 izolowanych wysp, a łączna powierzchnia lądu wynosi 181 km². Najważniejsze atole oraz wyspy tworzą dwie główne grupy: Ratak Chain i Ralik Chain, które znaczą odpowiednio „wschód słońca” i „zachód słońca”.
Klimat wysp jest gorący i wilgotny z porą deszczową między majem a listopadem. Wyspy nawiedzają co jakiś czas tajfuny.

## Gospodarka
Pomoc rządowa Stanów Zjednoczonych stanowi podstawę gospodarki tej wyspiarskiej republiki. Produkcja rolnicza skupia się w małych gospodarstwach. Główne uprawy to palma kokosowa, pomidory, melony oraz drzewo chlebowe. Przemysł jest słabo rozwinięty i reprezentuje go rękodzielnictwo, przetwórstwo ryb oraz kopry. Turystyka, w której zatrudnione jest obecnie 10% siły roboczej, stanowić może ważny dział gospodarki w przyszłości. Wyspy nie posiadają znaczących zasobów naturalnych (niewielka ilość fosforytów), stąd import znacznie przewyższa eksport.
Jako że Wyspy Marshalla pozostają w wolnym stowarzyszeniu z USA, rząd tego kraju udziela im corocznej pomocy w wysokości około 65 mln dolarów. W 1999 roku toczyły się negocjacje nad zwiększeniem tej pomocy, bowiem w poprzedzających latach 1996–1998 nastąpił znaczący spadek PKB kraju, który był m.in. następstwem kryzysu azjatyckiego.

## Demografia
Ludność złożona jest głównie z Marszalezów (96,6%). Mieszkańcy Wysp Marshalla to ludność pochodzenia mikronezyjskiego, która przybyła w te rejony Oceanii kilka tysięcy lat temu z Azji. Dodatkowo istnieje ludność napływowa pochodzenia japońskiego.
Język angielski jest w powszechnym użyciu i ma status języka urzędowego, ale mieszkańcy, rząd i parlament używają na co dzień języka marszalskiego.

## Religia
Struktura religijna kraju w 2010 roku według Pew Research Center:
- Protestantyzm: 87,0% (gł. kongregacjonaliści: 55% i zielonoświątkowcy: 30%[8])
- Katolicyzm: 8,4%
- Inni chrześcijanie: 2,1% (gł. mormoni, ale także Świadkowie Jehowy)
- Brak religii: 1,5%
- Tradycyjne religie plemienne: 0,3%
- Inne religie: 0,7%.

## Kultura
Mieszkańcy Wysp Marshalla znani byli w przeszłości ze swego kunsztu w budowaniu łodzi. Na wysokim poziomie stała także sztuka nawigacji, która jednak obecnie ulega zapomnieniu. W nawigacji pomagały mapy wykonywane z wiązanych ze sobą drewnianych patyczków z włókien palmy kokosowej i muszli kauri nazywane rebbelib.

## Amerykańskie próby jądrowe

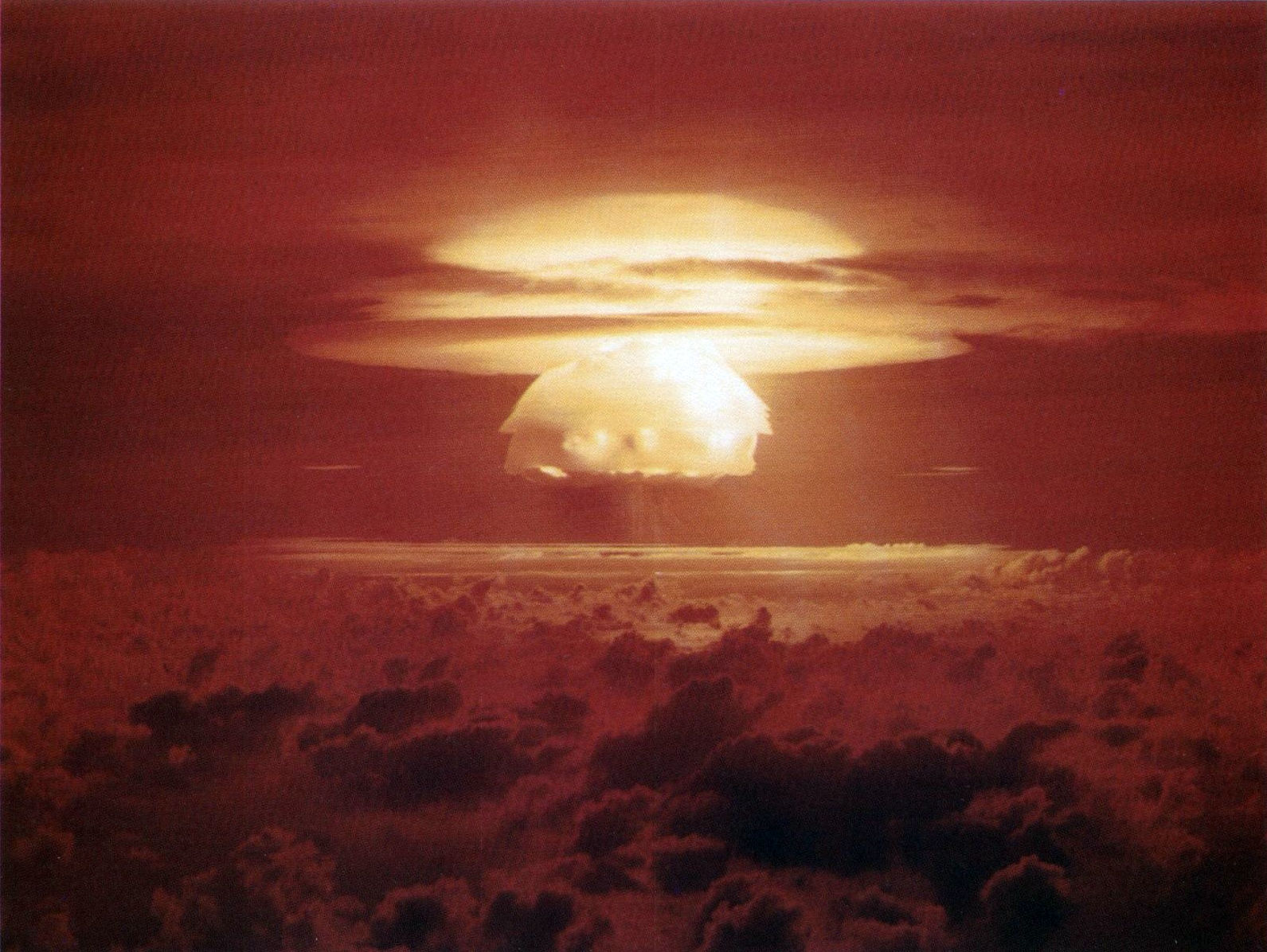
Eksplozja Castle Bravo na atolu Bikini 1 marca 1954 roku

W latach 1946–1958 wyspy archipelagu były miejscem, gdzie USA testowały 67 bomb nuklearnych. Najsłynniejszy test bomby „Bravo” miał miejsce w marcu 1954 roku. Na atolu Bikini zrzucono wówczas bombę tysiąc razy silniejszą niż ta, która spadła na Hiroszimę. Amerykańskie testy nuklearne zapisały się niepochlebnie w narodowej świadomości mieszkańców Republiki Wysp Marshalla, władze kontynuują walkę o globalne rozbrojenie z atomowych zapasów. Wyspy Marshalla złożyły symboliczny pozew przeciwko Wielkiej Brytanii, Indiom i Pakistanowi, by wywrzeć presję na pozbycie się przez nie nuklearnego arsenału.